# Carbon-14
Carbon-14 (14C, radiocarbonul sau carbonul radioactiv) este un izotop radioactiv al carbonului ce conține 6 protoni și 8 neutroni în nucleu atomic. Prezența lui în materiile organice stă la baza datării cu radiocarbon, metodă folosită pentru datare arheologică, geologică și a mostrelor hidro-geologice. 
Descoperirea izotopului 14C a fost raportată de către Martin Kamen și Sam Ruben la 27 februarie 1940, ca rezultat al cercetărilor efectuate în cadrul laboratorului de la Universitatea din California la Berkeley. Existența acestuia fusese însă sugerată de către Franz Kurie în 1934.
Amestecul natural al carbonului conține trei izotopi: 99% 12C, 1% 13C și urme de 14C (aproximativ 1 parte per miliard (0,000000001%) în carbonul atmosferic.  Masa atomică a carbonului-14 este aproximativ 14,003241 uam. 12C și 13C sunt izotopi stabili, în timp ce 14C se transformă în 14N prin dezintegrare beta cu un (timp de înjumătățire de 5730 ± 40 de ani). Un gram de carbon conține 1 atom de 14C într-un total 1012 atomi de carbon,   emițând ~0,2 particule beta pe secundă. Principala sursă de 14C pe Pământ o reprezintă acțiunea radiației cosmice asupra azotului atmosferic, ceea ce face ca 14C să fie un radionuclid cosmogenic. Cu toate acestea, testele nucleare efectuate în perioada 1955–1980 au contribuit la bilanțul acestui radioizotop. 
Izotopii diferiți ai aceluiași element nu diferă seminificativ din punct de vedere chimic. Această proprietate este exploatată în cercetarea chimică și biologică printr-o tehnică denumită marcare radioizotopică cu carbon: atomii 14C pot înlocui carbonul neradioactiv, pentru a urmări reacții chimice și biochimice în implică atomul de carbon în orice compus organic.

## Dezintegrarea radioactivă și detecția
14C se stabilizează prin dezintegrare β–:
{\displaystyle \mathrm {~_{6}^{14}C} \rightarrow \mathrm {~_{7}^{14}N} +e^{-}+{\bar {\nu }}_{e}}
Prin emiterea unui electron și a unui antineutron, 14C trece în izotopul stabil 14N (timp de înjumătățire de 5730 ani).
Particulele beta emise prezintă un maxim energetic de 156 keV, energia lor medie fiind de 49 keV. Acestea sunt energii relativ scăzute, puterea lor de penetrare fiind estimată la 22 cm în aer și 0,27 cm în țesut. Detectorii Geiger–Müller nu pot detecta cantități scăzute de astfel de particule, aceștia nefiind sensibili la activități inferioare a 100000 Bq (aproximativ 0,05 Ci) și având o eficiență de numărare de circa 3%. Din acest motiv, se preferă utilizarea detectorilor cu scintilatori lichizi, având în vedere faptul că puterea de penetrare a acestor particule în apă e de crica 0,05 cm.

## Datarea cu carbon

1: Formarea ^{14}C
2: Dezintegrarea ^{14}C
3: Caz de echilibru în organismele vii, respectiv de neechilibru după moartea acestora (^{14}C se dezintegrează, conform 2).

Datarea cu carbon este o metodă de datare radiometrică care folosește 14C pentru a determina vârsta materiilor ce conțin carbon cu o vechime de până la 60 de mii de ani. Tehnica a fost dezvoltată de către Willard Libby și colegii săi în 1949 pe vremea când era profesor la Universitatea din Chicago. Libby a estimat ca radioactivitatea 14C ar fi de aproximativ 14 dezintegrări pe minut (dpm) per gram de carbon pur, valoare încă utilizată în standardele moderne. În 1960 a primit premiul Nobel pentru chimie pentru dezvoltarea acestei tehnici. 
Una din utilizările frecventele ale tehnicii este datarea rămășițelor din siturile arheologice. Plantele fixează carbonul atmosferic pe parcursul procesului de fotosinteză, așa că nivelul de 14C în plante și animale în momentul în care mor corespunde aproximativ cu nivelul de 14C din atmosfera acelui timp. Această valoare descrește prin descompunere radioactivă după moartea viețuitoarelor, permițând estimarea datei morții sau fixării. Nivelul inițial de 14C pentru utilizat în calcul poate fi fie estimat, fie comparat direct cu date anuale determinate din analiza (dendrocronologie) inelelor trunchiurilor de copaci (până la 10 mii de ani în urmă), respectiv din depozitele sedimentare din peșteri (până la 45 mii de ani în urmă). Aceste comparații pot fi folosite la estimarea vârstei de formare aproximative a mostrei de lemn sau rest animal.

## Origine

### Radiocarbonul natural

#### Producția atmosferică
14C este produs în straturile înalte ale troposferei și în stratosferă prin absorbția neutronilor termici de către atomii de azot. Atunci când radiația cosmică pătrunde în atmosferă, acesta suferă diverse transformări, inclusiv producerea de neutroni. Neutronii participă la următoarea reacție nucleară de tip (n,p):
{\displaystyle \mathrm {~_{7}^{14}N} +{~_{0}^{1}n}\rightarrow \mathrm {~_{6}^{14}C} +{~_{1}^{1}p}}
Producția cea mai ridicată de 14C are loc între 9 și 15 km altitudine, la latitudini geomagnetice superioare. Diverse modele conduc la valori de 16400, respectiv 18800 atomi de 14C per secundă și metru pătrat de suprafață a Pământului, în concordanță cu bugetul total de 14C. Dimpotrivă, măsurătorile directe ale ratei de producție nu au condus la rezultate concludente. Acesata variază cu schimbarea fluxului de radiație cosmică din cauza modulării heliosferice (vânt solar și câmp magnetic solar) și cu câmpul magnetic al Pământului. Acesta din urmă induce variații semnificative în rata de producție a 14C, chiar dacă modificările ciclului carbonului pot combate eficient aceste efecte. De asemenea, există perioade de vârf, cu o creștere neobisnuită a ratei de producție a 14C, cauzate de evenimente solare ce produs particule cu energii extreme. O altă creștere semnificativă (20 ‰) a fost asociată recent (2017) cu evenimentul din 5480 î.H., dar este puțin probabil să fi fost un astfel de eveniment solar. 14C mai poate fi produs în atmosferă de către fulgere, dar cu o incidență mult inferioară celei datorate radiației cosmice.

#### Radiocarbonul radiogenic
14C este produs în cantități nesemnificative în urma proceselor radiogene (dezintegrarea cluster a 223Ra, 224Ra și 226Ra). However, this origin is extremely rare.

### Radiocarbonul antropogenic
14C poate fi produs și în urma altor reacții nucleare de tip 13C(n,γ)14C și 17O(n,α)14C sub neutroni termici, precum și 15N(n,d)14C și 16O(n,3He)14C sub acțunea neutronilor rapizi. Astfel de reacții nucleare pot avea loc în natură, dar – în general – sub acțiunea neutronilor rezultați din teste nucleare. Altfel, astfel de reacții sunt comune în reactorul nuclear. 

Variația concentrației ^{14}C, în atmosfera Noii Zeelande (reprezentativă pentru emisfera sudică) și Austriei (reprezentativă pentru emisfera nordică) în era atomică. Testele nucleare atmosferice aproape au dublat conținutul de^{14}C în emisfera nordică.

| Izotop părinte | Abundență izotopică, % | Secțiunea de captură eficace a neutronilor, barn | Reacție nucleară |
| -------------- | ---------------------- | ------------------------------------------------ | ---------------- |
| 14N            | 99,634                 | 1,81                                             | 14N(n,p)14C      |
| 13C            | 1,103                  | 0,0009                                           | 13C(n,γ)14C      |
| 17O            | 0,0383                 | 0,235                                            | 17O(n,α)14C      |

#### Formarea în timpul testelor nucleare
Testele nucleare atmosferice efectuate în periada 1955–1963 au condus la creșterea dramatică a cantității de 14C prezente în atmosferă și ulterior în biosferă; după încetarea testelor concentrația izotopului a început să scadă.
Un efect secundar al schimbării concentrației de 14C este acela că permite determinarea relativ precisă (1,6 ani) a vârstei unei persoane (născute după 1943) prin analiza cantității de 14C în smalțul dentar sau lentila oculară. De asemenea, este posibil să se determine în ce emisferă a fost născut.

#### Formarea în timpul operării normale a reactorilor nucleari
14C este un produs tipic format în reactori nucleari de tip BWR (eng. Boiling Water Reactors) sau PWR (eng. Pressured Water Reactors) în urma activării agentului de răcire. Acesta ajunge în atmosferă sub formă de dioxid de carbon (BWR) respectiv metan (PWR). Codul bunelor practici în domeniu presupune eliberarea produșilor gazoși pe timp de noapte, cind plantele nu produs fotosinteză.

## Răspândire

### Răspândirea în biosferă
După producerea în straturile înalte ale atmosferei, atomii de 14C reacționează rapid, cu formare aproape exclusivă (aproximativ 93%) de monoxid de carbon, 14CO. Acesta suferă procesul de oxidare, trecând în timp în dioxid de carbon, 14CO2. Acesta se amestecă rapid cu forma neradioactivă a CO2 din atmosferă, în decurs de câteva săptămâni atingându-se valoarea de echilibru. De asemenea, se dizolvă și în Oceanul planetar, dar valoarea de echilibru este atinsă mai greu (12–16 ani în emisfera nordică). Transferul din stratul superficial în masa de depozite de bicarbonați de pe fundul oceanelor nu are loc decât într-o măsură limitată. Activitatea specifică a 14C în 2009 a fost de 238 Bq/kg carbon în biomateria terestră proaspătă, comparabilă cu cea dinaintea testelor nucleare (226 Bq/kg C în 1950).
Inventarul de 14C pe Pământ este estimat la circa 300 MCi (1,13·1019 Bq, echivalentul a peste 50 de tone), majoritatea aflându-se în oceane. Din acesta, aproape 2% (1,4·1018 Bq) se află în atmosferă, 8% în apa de suprafață, sedimente și biosferă, iar restul de 90% în adâncul oceanelor (sub 100 m). Aproximativ 2,2·1018 Bq de 14C provin din testele nucleare efectuate până în 1990, iar 0,7 MCi (2,6·1016 Bq) din operarea normală a reactorilor nucleari.

### Efectul combustibililor fosili
Majoritatea substanțelor chimice produse de om sunt produși derivați din combustibili fosil, precum petrolul sau cărbunele, în care 14C este majoritar dezintegrat. Astfel, la arderea acestora nu rezultă aproape deloc 14CO2. Prin analiza precisă a variațiilor în raportul izotopic în CO2 total se poate estima cât combustibil fosil a fost ars într-o anumită regiune pe glob. Practic, diluția 14C din carbonul atmosferic poate atinge valori de 2-5% în zone puternic industrializate.
Datarea unei probe fosile date cu conținut de carbon este o procedură complicată, datorită conținutului scăzut de 14C. Aceste cantități pot varia semnificativ de la o probă la alta, coborând până la o concentrație de doar 1% față de cea specifică organismelor vii, concentație care corespunde aparent unei vârste de 40000 ani. Astfel de cazuri sugerează o contaminare a probelor cu mici cantități de bacterii, prezența unor surse subterane de radiații care cauzează reacția 14N(n,p)14C, dezintegrarea directă a uraniului, sau prezența altor surse necunoscute de producere a 14C.

### 14C și corpul uman
Din moment ce toate sursele esențiale ale hranei umane sunt derivate din plante terestre, carbonul din corpul uman conține 14C în aceeași concentrație ca cea din atmosferă.  Vitezele de dezinegrare ale 40K și 14C pentru un adult normal sunt comparabile (citeva mii de dezintegrări pe secundă). Dezintegrarea beta ale radiocarbonului din mediu contribuie cu aproximativ 0,01 mSv/an la doza totală de radiații recepționată de către orice persoană. Aceasta este nesemnificativă comparativ cu dozele datorate izotopilor 40K (0,39 mSv/an) și radon (variabilă).
14C se poate folosi în medicină ca trasor radioactiv. În varianta inițială a testului ureei în aerul expirat (un test de diagnosticare pentru Helicobacter pylori), pacientului i se administra uree marcată cu 14C. În eventualitatea infectării cu H. pylori, enzima urează (de origine bacteriană) descompunea ureea în amoniac și dioxid de carbon marcat radioactiv, care poate fi identificat prin monitorizarea 14C în aerul expirat al pacientului. Testul a fost înlocuit ulterior cu cel cu izotopul stabil 13C.